# Sharifa Davronova
Sharifa Davronova (Samarkand, 27 september 2006) is een Oezbeekse atlete, gespecialiseerd in hink-stap-springen. In 2023 werd ze Aziatisch Indoorkampioene in die discipline, ze is tevens wereldkampioene onder de 20 jaar. Die titel behaalde ze zowel in 2022 en 2024, in dat laatste jaar nam ze ook deel aan de Olympische Spelen. 

## Kampioenschappen
| Onderdeel          | Titel                                       | Jaar       |
| ------------------ | ------------------------------------------- | ---------- |
| 60 m               | Oezebeeks indoor kampioene                  | 2021, 2022 |
| Verspringen        | Aziatisch kampioene U18                     | 2022       |
| Hink-stap-springen | Aziatisch indoor kampioene                  | 2023       |
| Hink-stap-springen | Kampioene Aziatische spelen                 | 2023       |
| Hink-stap-springen | Wereld kampioene U20                        | 2022, 2024 |
| Hink-stap-springen | Wereld Universiteits kampioene              | 2025       |
| Hink-stap-springen | Oezbeeks kampioene                          | 2024       |
| Hink-stap-springen | Oezbeeks indoor kampioene                   | 2022       |
| Hink-stap-springen | Aziatisch kampioene U18                     | 2022, 2023 |
| Hink-stap-springen | Kampioene Islamitische Solidariteits Spelen | 2022       |
| Hink-stap-springen | Centraal Aziatisch kampioene                | 2022, 2024 |

## Persoonlijke records

### Outdoor
| Onderdeel          | Prestatie | Datum        | Plaats   |
| ------------------ | --------- | ------------ | -------- |
| 100 m              | 12,13 s   | 7 mei 2022   | Bursa    |
| Verspringen        | 6,42 m    | 21 juni 2025 | Tasjkent |
| Hink-stap-springen | 14,33 m   | 27 juli 2025 | Hangzhou |

### Indoor
| Onderdeel          | Prestatie | Datum            | Plaats  |
| ------------------ | --------- | ---------------- | ------- |
| 60 m               | 7,65 s    | 21 januari 2022  | Andijan |
| Verspringen        | 5,71 m    | 21 januari 2022  | Andijan |
| Hink-stap-springen | 13,98 m   | 11 februari 2023 | Astana  |

## Palmares

### 60 m
- 2021:  Oezbeeks Kampioenschap Indoor in Urgench - 7.91 s
- 2022:  Oezbeeks Kampioenschap Indoor in Chirchiq - 7.68 s

### Verspringen
- 2022:  Centraal Aziatische Open Kampioenschappen in Samarkand - 5,94 m
- 2022:  Aziatisch Kampioenschap U18 in Koeweit - 6,06 m
- 2023:  Aziatisch Kampioenschap U18 in Tasjkent - 6,22 m
- 2023: 7e Aziatische spelen in Hangzhou - 6,14 m
- 2025: 19e (over beide kwalificatiegroepen) Aziatisch Kampioenschap in Gumi - 5,26 m

### Hink-stap-springen
- 2021:  Oezbeeks Kampioenschap Indoor in Urgench - 12,31 m
- 2021:  Oezbeeks Kampioenschap in Tasjkent - 12,98 m
- 2022:  Oezbeeks Kampioenschap Indoor in Chirchiq - 13,54 m
- 2022:  WK U20 in Cali - 14,04 m
- 2022:  Islamitische Solidariteits Spelen in in Konya - 14,30 m (+4,6 m/s)
- 2022:  Centraal Aziatische Open Kampioenschappen in Samarkand - 13,81 m
- 2022:  Aziatisch Kampioenschap U18 in Koeweit - 13,23 m
- 2023:  Aziatisch Kampioenschap Indoor in Astana - 13,98 m
- 2023:  Aziatisch Kampioenschap U18 in Tasjkent - 13,99 m
- 2023: 24e (over beide kwalificatiegroepen) WK in Boedapest - 13,66 m
- 2023:  Aziatische spelen in Hangzhou - 14,09 m
- 2024:  Centraal Aziatische open kampioenschappen in Tasjkent - 13,76 m
- 2024:  Oezbeeks kampioenschap in Tasjkent - 13,39 m
- 2024: 23e (over beide kwalificatiegroepen) OS in Parijs - 13,74 m
- 2024:  WK U20 in Lima - 13,75 m
- 2025: 12e WK indoor in Nanjing - 13,44 m
- 2025:  Aziatisch Kampioenschap in Gumi - 13,74 m
- 2025:  Universiade - 14,33 m

## Persoonlijke onderscheidingen
- Oezbeekse nationale sportonderscheidingen 2022: ontdekking van het jaar[2]
- In februari 2023 werd ze in haar provincie Samarkand geëerd door de gouverneur en kreeg ze een certificaat van dankbaarheid voor het behalen van de Aziatische indoortitel bij het hink-stap-springen[3]
- Op 10 juli 2023 werd ze door de Aziatische Atletiek Federatie bekroond als Aziatisch atlete jong atlete van het jaar 2022[4]